# Bercero
Bercero is een gemeente in de Spaanse provincie Valladolid in de regio Castilië en León met een oppervlakte van 41,37 km². Bercero telt 215 inwoners (1 januari 2016).

## Demografische ontwikkeling
Bron: INE, 1857-2011: volkstellingen